# Alexandra Wejchert
Alexandra Wejchert (16 tháng 10 năm 1921 - 24 tháng 10 năm 1995) là nhà điêu khắc người Ba Lan-Ireland. Vật liệu ưa thích của bà là poly(methyl methacrylat), thép không gỉ, đồng và màu neon.

## Cuộc đời
Alexandra Wejchert sinh ra ở Kraków, Ba Lan vào ngày 16 tháng 10 năm 1921. Cha bà là Tedeusz Wejchert, điều hành một doanh nghiệp vận tải biển ở Gdansk. Bà theo học ngành kiến trúc tại Đại học Warszawa năm 1939, nhưng bị gián đoạn do chiến tranh. Bà tốt nghiệp năm 1949, làm kiến trúc sư và quy hoạch thành phố Warszawa.

## Sự nghiệp

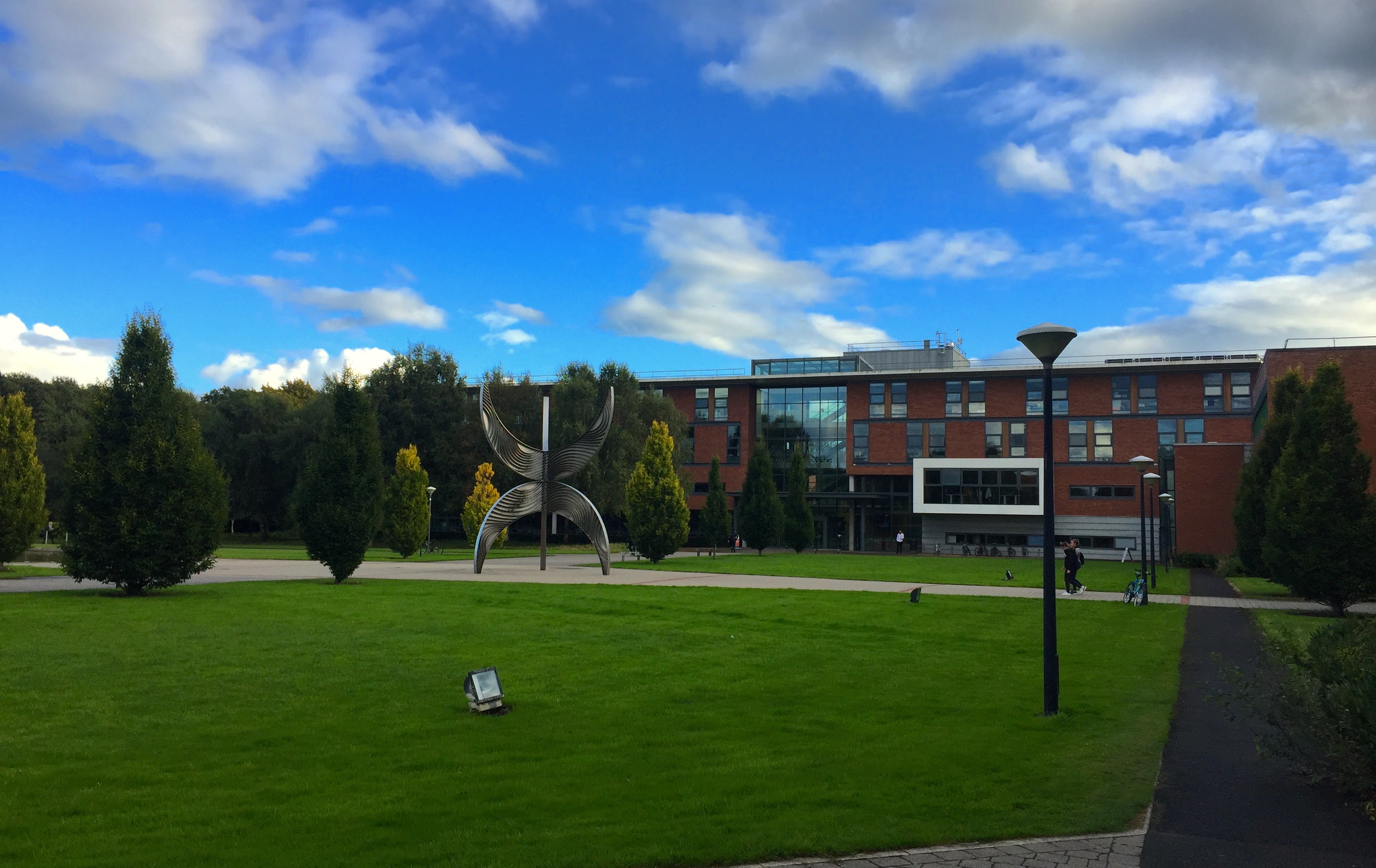
Dạng hình học của Wejchert tại Đại học Limerick

Wejchert tổ chức triển lãm cá nhân đầu tiên của mình vào năm 1959 tại Galeria dell' Obelisco, Rome. Sau đó, bà trở lại Warszawa, tham gia triển lãm "Mười lăm năm nghệ thuật Ba Lan" của Bảo tàng Quốc gia Ba Lan vào năm 1961. Vào thời điểm này, bà vẫn đang làm kiến trúc sư, nhưng không ủng hộ chủ nghĩa hiện thực xã hội của kiến trúc Liên Xô, điều này khiến bà quyết định chỉ tập trung vào nghệ thuật từ năm 1963. Bà cùng gia đình rời Ba Lan dưới chế độ cộng sản vào năm 1964 và chuyển đến Dublin, Ireland.
Năm 1979 Wejchert trở thành công dân Ireland, năm 1981 là thành viên của Aosdánavà năm 1995 là thành viên của Học viện Hoàng gia Hibernian. Một số tác phẩm nổi tiếng của bà trưng bày trong các trường đại học tại Ireland, chẳng hạn như tác phẩm Dạng hình học (Geometry Form) tại Đại học Limerick và tác phẩm Ngọn lửa (Flame) tại Đại học Cork vào năm 1995. Bà đột ngột qua đời tại nhà riêng trên đường Tivoli, Dún Laoghaire vào ngày 24 tháng 10 năm 1995. Bà có một con trai tên là Jacob.
Học viện Hoàng gia Hibernian tổ chức một cuộc triển lãm di cảo về tác phẩm của bà vào năm 1995. Wejchert được cho là có ảnh hưởng đến nhiều thế hệ nhà điêu khắc trẻ người Ireland, bao gồm Vivienne Roche, Eilis O'Connell và Michael Warren. Học viện Hoàng gia Hibernian chọn tác phẩm Ngọn lửa (Flame) để trưng bày trong triển lãm Nghệ sĩ Thế kỷ tại Ireland vào năm 2000.